# 青森県道142号倉石五戸線
青森県道142号倉石五戸線（あおもりけんどう142ごう くらいしごのへせん）は、青森県三戸郡五戸町を通る一般県道である。

## 概要
三戸郡五戸町倉石又重の国道454号交点から南東へ分岐し、ほぼ南東または東へ進み、五戸町浅水で青森県道233号浅水南部線（奥州街道）へ接続する。

### 路線データ
以下は青森県例規集に収録されているデータである。
- 起点 : 三戸郡五戸町大字倉石又重
- 終点 : 三戸郡五戸町大字浅水

## 歴史
- 1961年（昭和36年）2月10日 - 県道に認定される[1]。

## 地理

### 交差する道路
- 国道454号（三戸郡五戸町大字倉石又重、起点）
- 広域農道
- 青森県道233号浅水南部線（三戸郡五戸町大字浅水、終点）